# Газопровод Саратов — Москва
Газопровод Саратов — Москва — первый в СССР газопровод, соединивший Москву с Елшанским месторождением природного газа (Саратовская область). Оконечный пункт — посёлок Развилка (Московская область).

## История
В годы Великой Отечественной войны потребности московских предприятий и населения в топливе покрывались в основном за счёт дров, торфа и топочного мазута, поскольку Донбасс — основной довоенный поставщик каменного угля — был оккупирован германскими войсками, а после освобождения ещё предстояло восстановить добычу. Многие жители Москвы того времени — в основном, женщины — были заняты на лесозаготовках. Дрова по столице развозили грузовые трамваи, за керосином собирались огромные очереди.

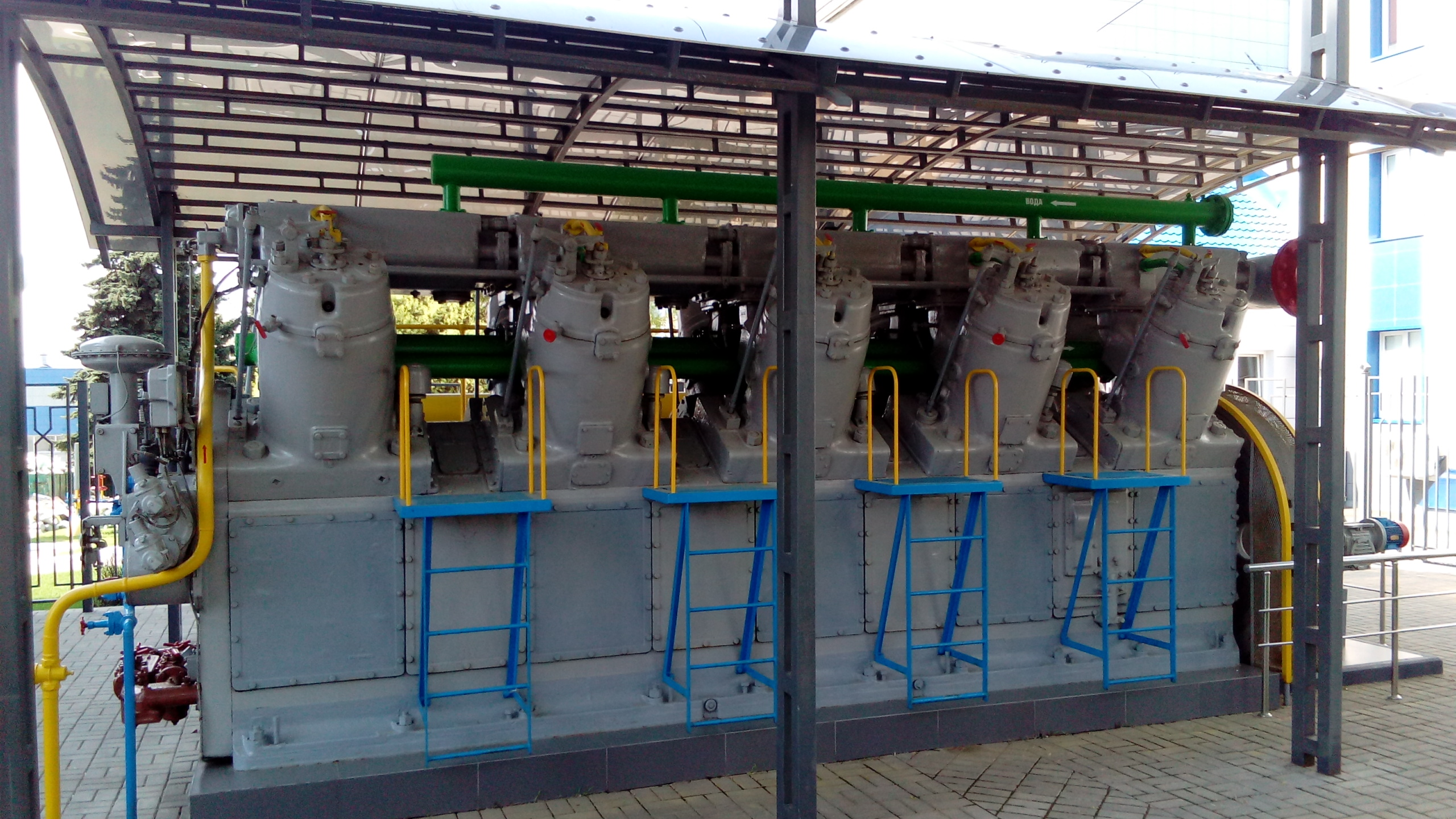
24 дожимных компрессорных агрегата C4B-14 были поставлены компанией Cooper Bessemer (англ.) в 1945—1946 годах и использовались до конца 1990-х годов. В настоящее время — экспонат Музея магистрального транспорта газа, Москва.

Несмотря на то, что в столице продолжали работать Московский газовый завод в районе Курского вокзала и завод «Нефтегаз» на шоссе Энтузиастов, которые вырабатывали искусственный (светильный) газ, топлива крайне не хватало.
Уже в 1942—1943 годах, в самый разгар войны, приволжские города, такие как Саратов и Куйбышев, стали активно использовать в качестве топлива для эвакуированных сюда фабрик и оборонных заводов природный газ, поставлявшийся по построенным в кратчайшие сроки газопроводам.
Было предложено провести и газификацию столицы. 3 сентября 1944 года Сталин подписал постановление Государственного Комитета Обороны № 6499 «О строительстве газопровода Саратов — Москва» (первый в мире подобный газопровод «Теннеси» был построен в 1943 году в США).

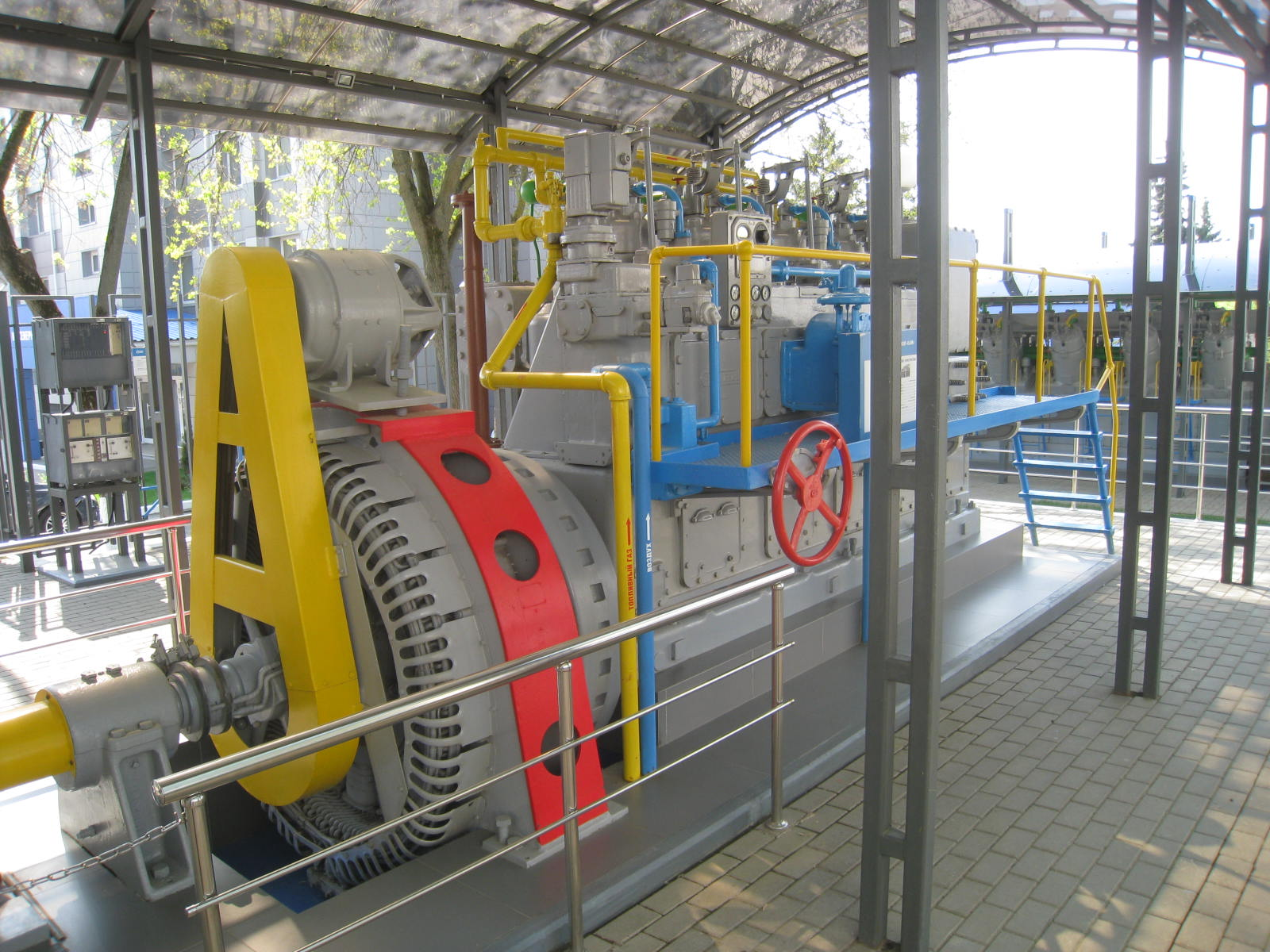
Шесть газопоршневых электростанций DG-4 были поставлены компанией Clark Bros. Co совместно с General Electric на компрессорные станции газопровода Саратов — Москва в качестве источника аварийного электропитания. В настоящее время — экспонат Музея магистрального транспорта газа, Москва.

Строительство было поручено Главному Управлению аэродромного строительства НКВД под руководством Леона Сафразьяна, ранее участвовавшего в строительстве Горьковского автомобильного и Челябинского тракторного заводов, руководившего строительством здания Министерства обороны на Фрунзенской набережной и бункером Сталина в Куйбышеве.
Для строительства газопровода из США по программе «ленд-лиз» были поставлены тонкостенные бесшовные трубы, газоперекачивающие агрегаты и другое оборудование.
В декабре 1944 года было решено отправить в США комиссию для закупки 25 газотурбинных компрессоров Cooper-Bessemer 1591 GMV (англ.), а также для изучения опыта строительства и эксплуатации дальних газопроводов. Комиссию из восьми человек возглавил Юлий Боксерман.
Для обслуживания и ремонта техники, применявшейся на строительстве газопровода, в Саратове осенью 1945 года были основаны ремонтно-механические мастерские. Впоследствии, в 1947 году, на базе этих мастерских был создан Саратовский завод резервуарных металлоконструкций.
Газопровод, сваренный и уложенный за рекордные 225 рабочих дня, вступил в строй 11 июля 1946 года. Первоначальный объём подачи составил 800 тыс. кубометров газа в сутки. Благодаря этому на природный газ были переведены котлы московских ГЭС-1 и ГЭС-2.

## Характеристики
Протяжённость газопровода, оснащённого шестью компрессорными станциями, составила 843 км, диаметр трубы — 325 мм, давление — 5,5 МПа, суммарная мощность компрессорных станций — 35 тыс. лошадиных сил.
Газопровод проложен по территории Саратовской, Пензенской, Тамбовской, Рязанской и Московской областей.
Трасса газопровода пересекала 80 больших и малых рек (в том числе судоходные Цну, Оку, Москву-реку), 125 км лесных массивов и болот, шоссейные и железные дороги.

## Памятник
Монумент, сооруженный на месте скважины, первооткрывателям Саратовского газа находится в пос. Елшанка, Саратов. За ним возведена памятная стена с маршрутом газопровода Саратов — Москва. Рядом со стеной установлен макет газопровода и памятная плита «Первопроходцы отечественной газовой отрасли». Отсюда началось строительство газопровода. 

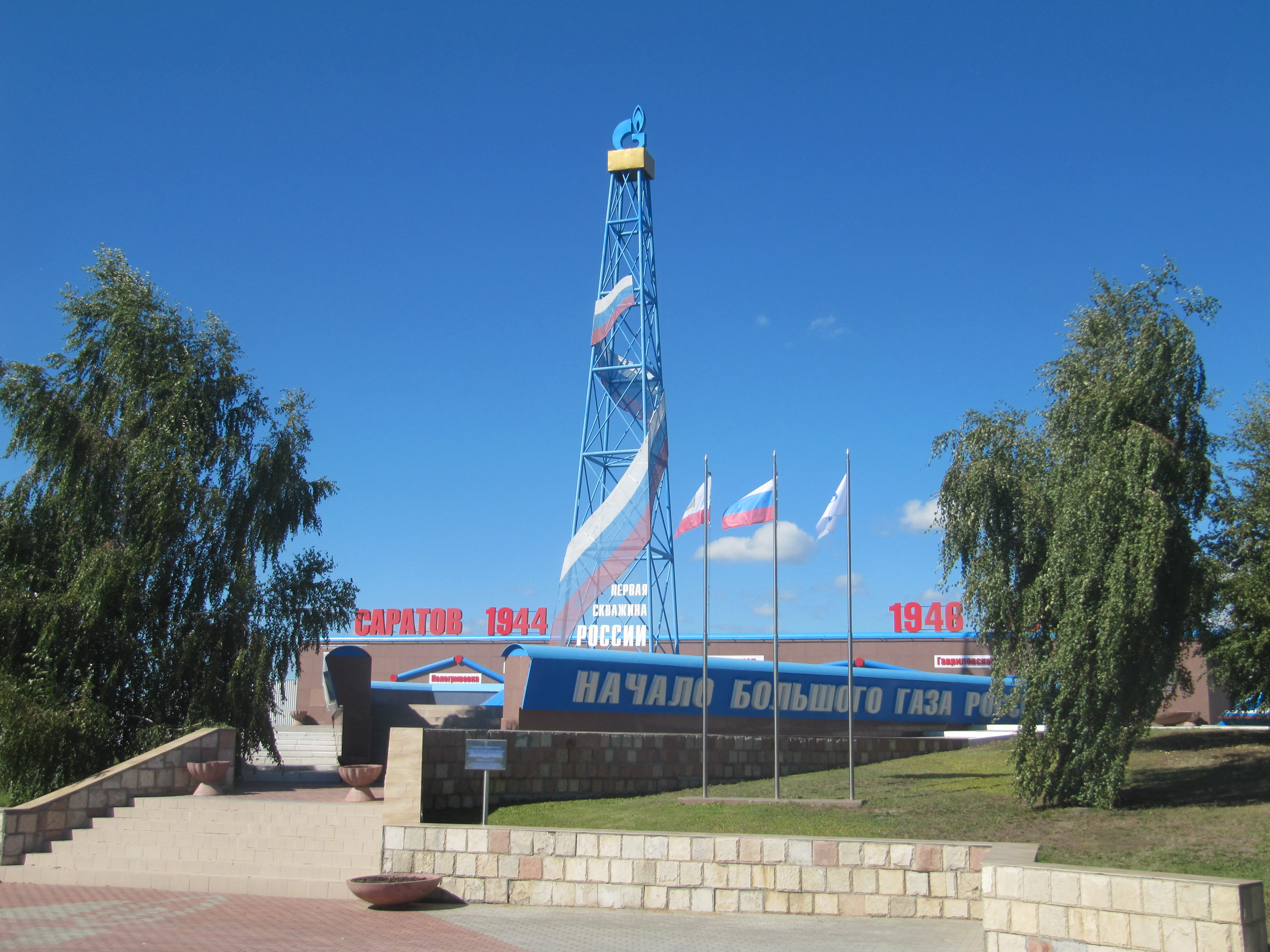
Памятник первой газовой скважине
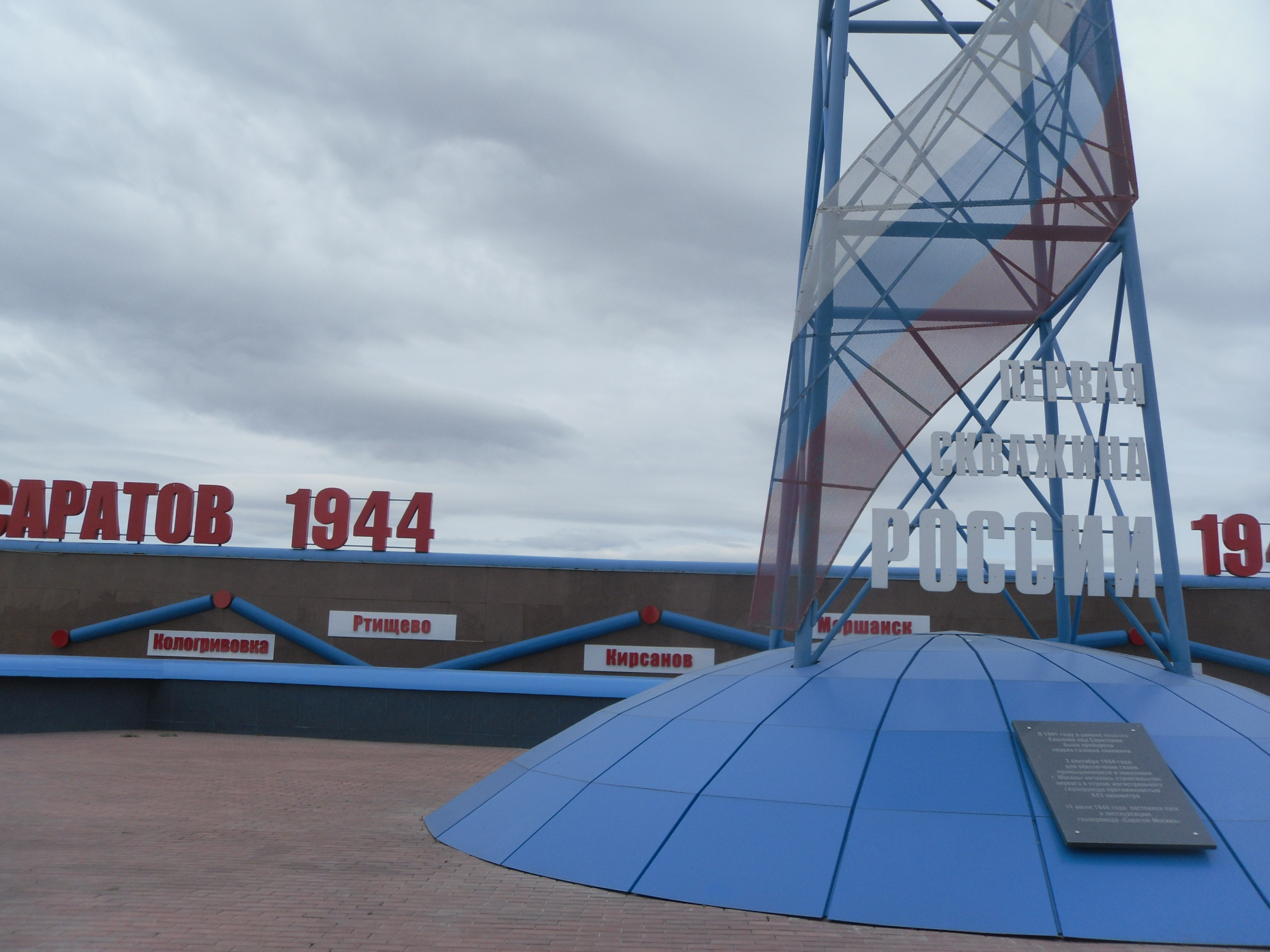
Фрагмент памятника 1
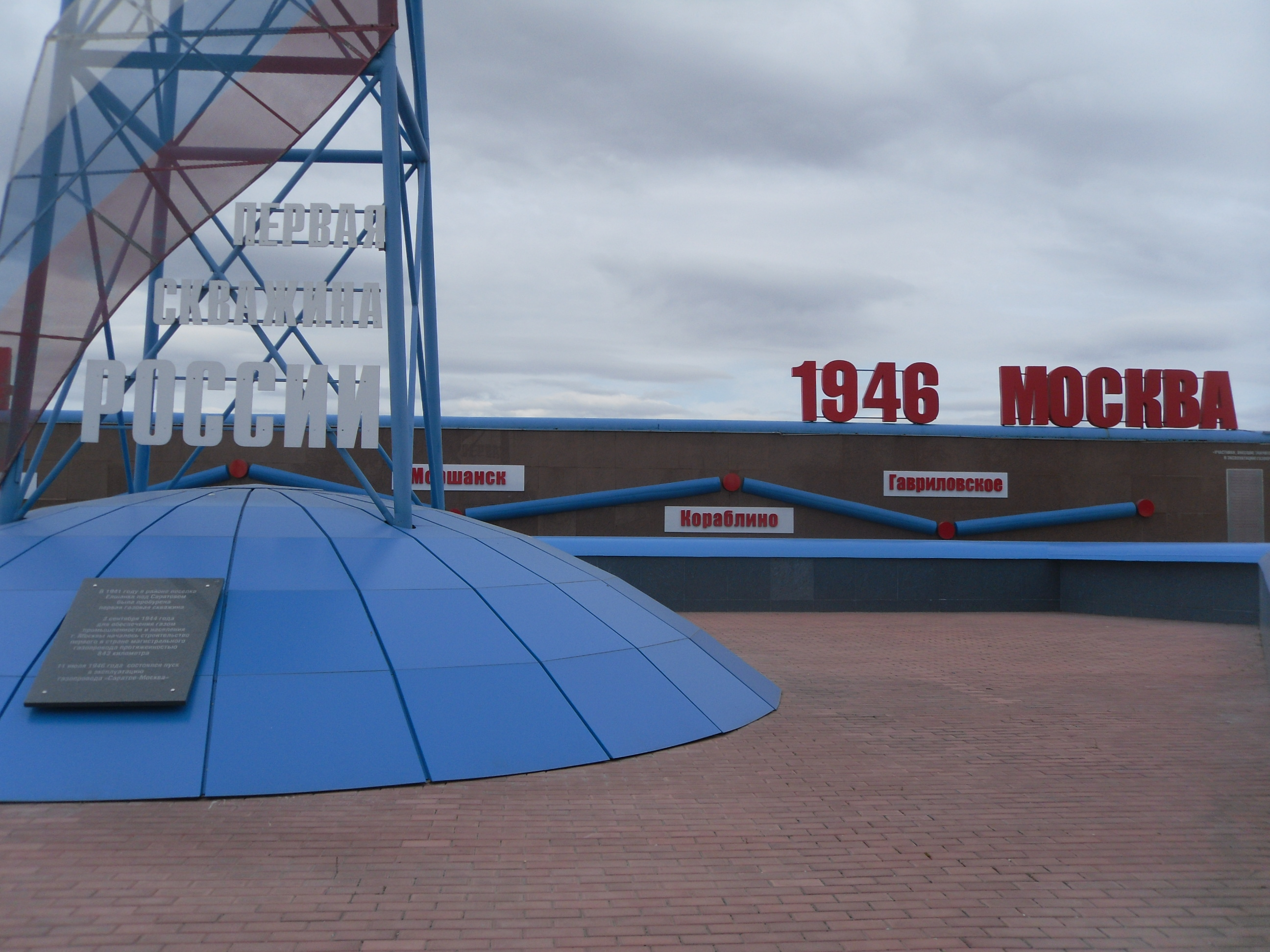
Фрагмент памятника 2
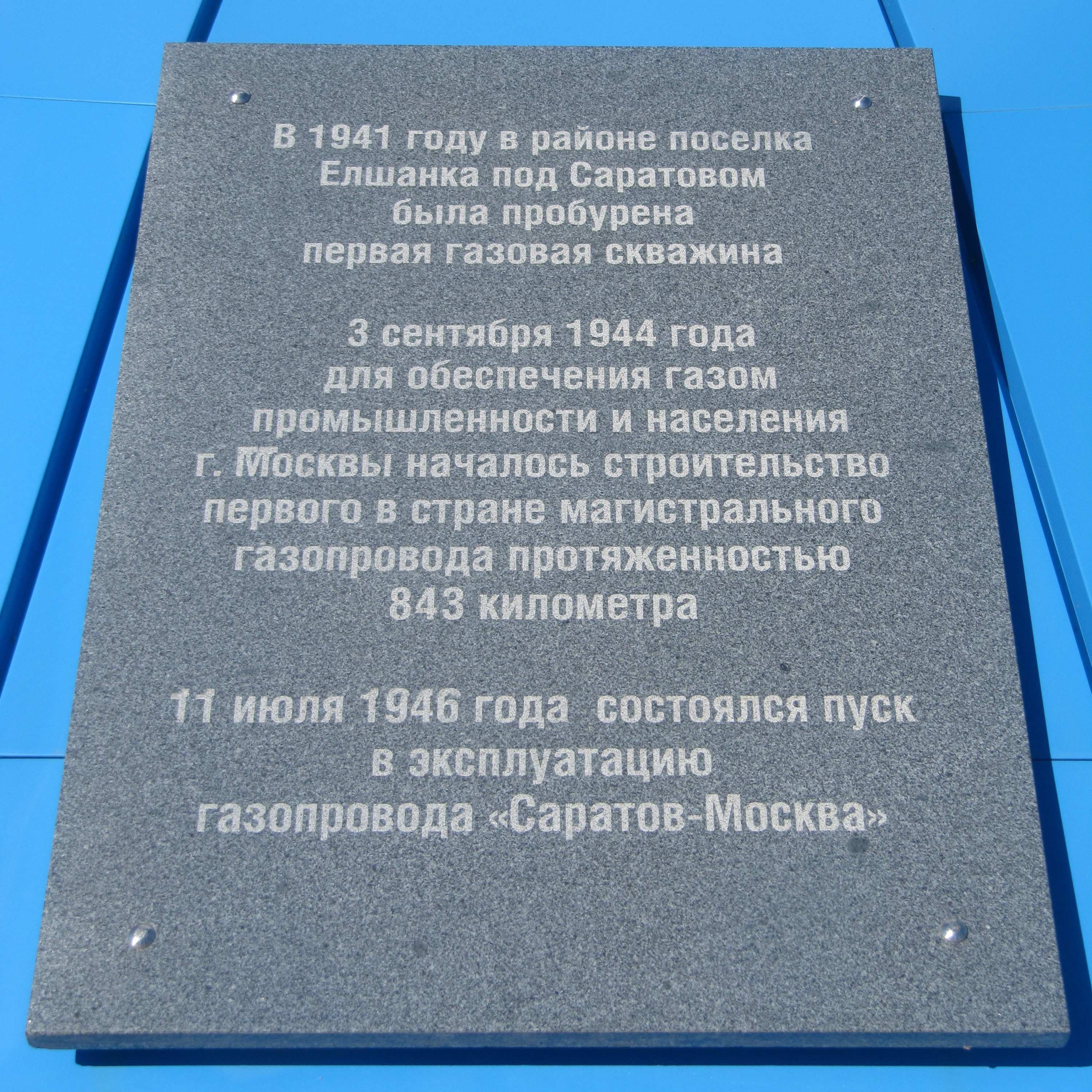
Памятная плита в основании памятника
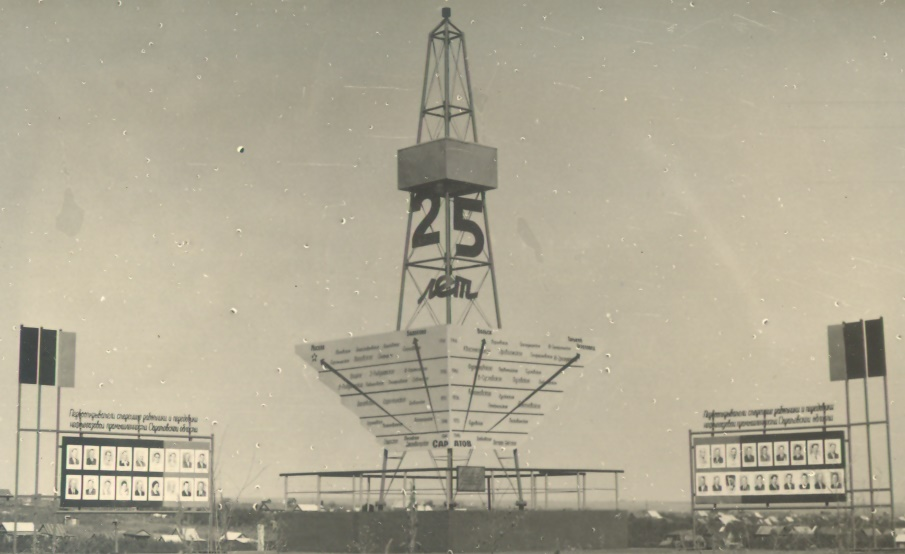
Первой газовой скважине 25 лет фото 1966г.
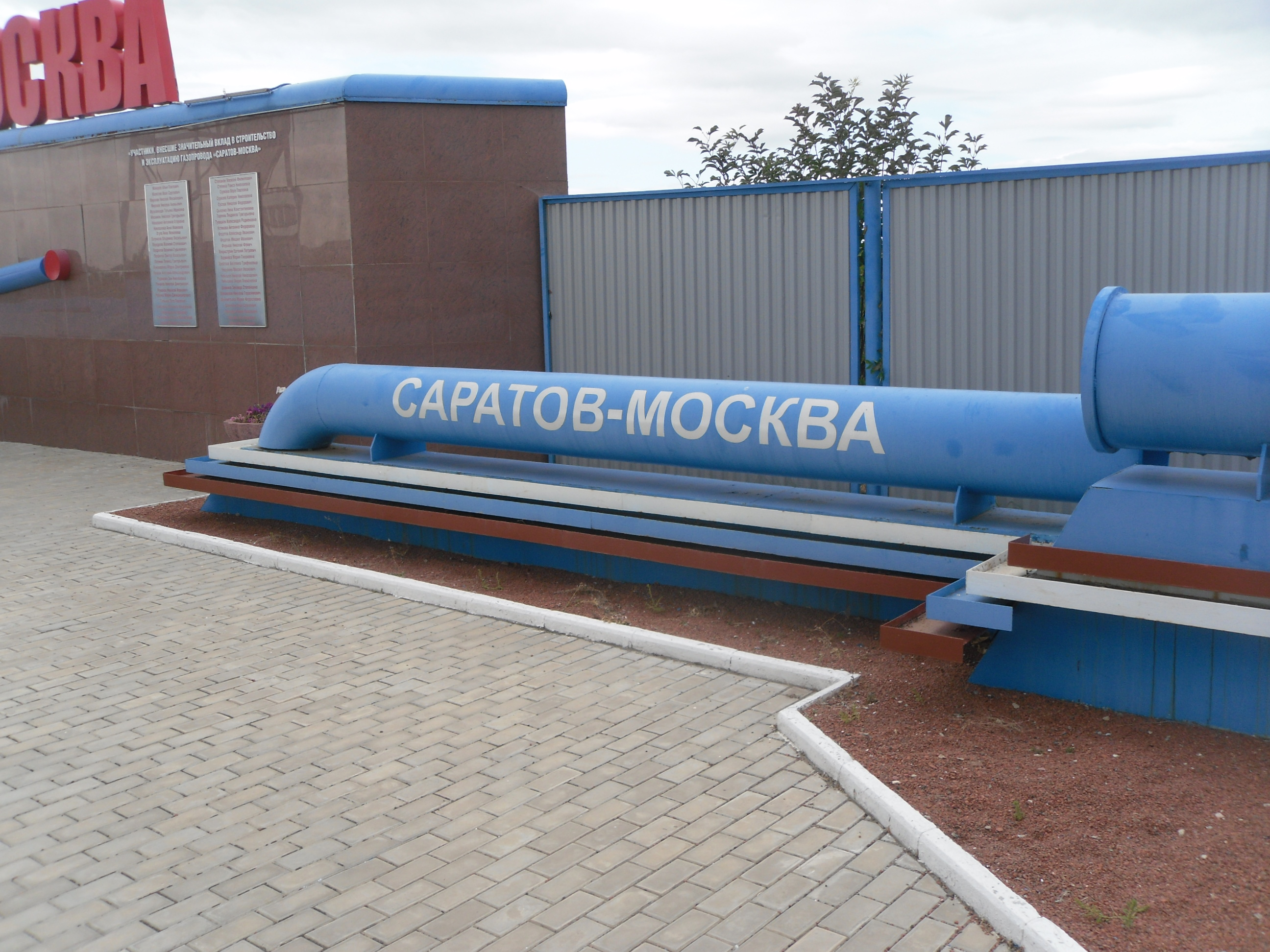
Газопровод Саратов Москва макет.jpg
Памятная плита «Первопроходцы отечественной газовой отрасли»
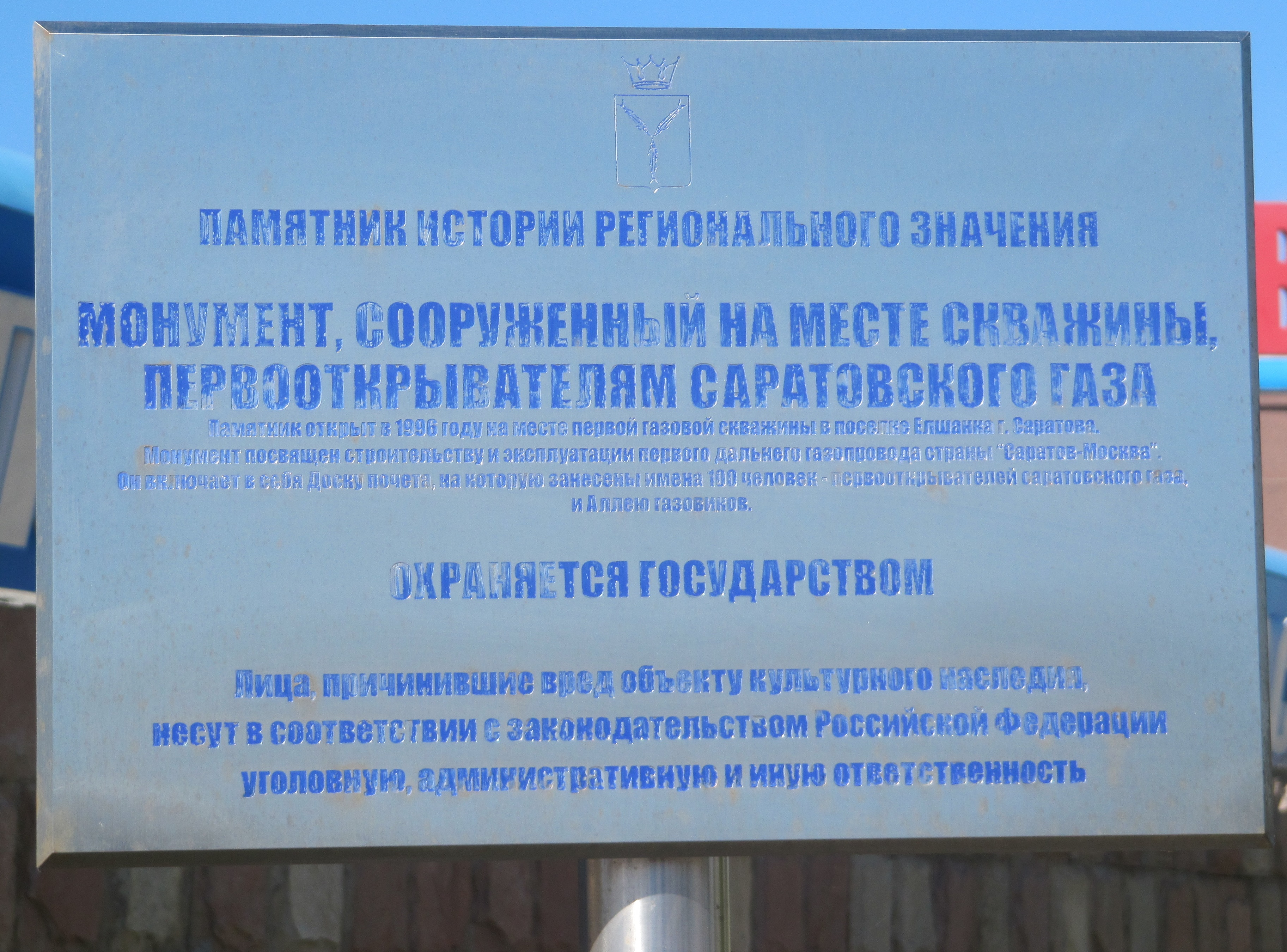
Монумент сооружённый на месте скважины табличка